# Le Passage (roman, 1998)
Pour les articles homonymes, voir Le Passage.
Pour l’article homonyme, voir Le Passage (roman, 1954).
Le Passage, aussi connu sous le titre La Morsure du lézard (titre original : Holes) est le plus célèbre des romans de littérature de jeunesse écrits par l'auteur américain Louis Sachar. Publié en 1998, il fut très bien accueilli par les lecteurs et les critiques. Il est récipiendaire en 1999 du Prix littéraire national pour la littérature jeunesse (National Book Award for Young People's Literature) et de la médaille Newbery, qui récompense chaque année l'œuvre ayant apporté la contribution la plus distinguée à la littérature de jeunesse américaine.

## Résumé
Le protagoniste, Stanley Yelnats IV, est un jeune garçon de 14 ans qui se retrouve injustement envoyé dans un centre d'éducation pour délinquants juvéniles au Texas, le "Camp du Lac vert", parce qu'on l'accuse d'avoir volé une paire de baskets qu'il a simplement reçues sur la tête. Stanley pense être victime d'un mauvais sort qui s'est abattu sur sa famille lorsque son arrière-arrière-grand-père n'a pas respecté une promesse faite à une vieille gitane. 
Le camp se trouve au milieu du désert, auprès d'un lac qui s'est asséché des années auparavant, et héberge désormais des lézards venimeux dont la morsure est mortelle. Les activités du camp se résument à creuser un trou par jour dans ces étendues sauvages, trou cylindrique qui doit faire 5 pieds de larges sur 5 pieds de profondeur, prétendument afin de se "forger le caractère".
Le roman alterne ce premier fil d'intrigue avec deux autres récits situés dans le passé.
Tout d'abord, l'histoire de l'arrière-arrière-grand-père de Stanley, un letton appelé Elya Yelnats, et de sa malédiction. Pendant sa jeunesse, Elya Yelnats est amoureux de la belle Myra, mais se retrouve en compétition avec un éleveur de cochons local, Igor Barkov, qui espère recevoir la main de la jeune fille en donnant sa plus belle bête comme douaire. Pour rivaliser avec lui, Elya Yelnats va chercher conseil auprès d'une voyante égyptienne, Madame Zeroni, qui lui donne un petit cochon et lui conseille de le porter en haut de la montagne chaque jour pour le faire boire à la source qui s'y trouve tout en psalmodiant une chanson magique. En échange, Elya doit également porter Madame Zeroni au sommet de la montagne, et lui chanter la même chanson, sous peine de quoi sa famille sera maudite. Le jeune garçon suit les conseils de la voyante, et voit son cochon grandir jusqu'à atteindre la taille de celui de son rival, mais ne parvient pas à gagner le cœur de Myra, qui est certes belle, mais manque d'intelligence. Dégoûté, Elya quitte le pays pour s'installer aux États-Unis, où il se marie, oubliant la promesse faite à Madame Zeroni. C'est ainsi que sa famille devient maudite ; et la chanson qu'il chantait aux cochons devient une berceuse transmise de génération en génération.
La seconde histoire est celle de Kate Barlow. En 1888, le « Lac vert » est une ville prospère en bord de lac. Katherine "Kate" Barlow, une institutrice blanche, s'éprend de Sam, un fermier noir qui cultive des oignons, et rejette en conséquence les avances du riche Charles "Truite" Walker. Influencée par ce dernier, la communauté tout entière se soulève pour s'opposer aux amours de Kate et Sam. Alors qu'ils tentent de s'enfuir, Sam est tué par balle, tandis que Katherine, « sauvée » contre son gré, tue le shérif pour se venger. À la suite de ces événements, plus aucune goutte d'eau ne tombe sur le Lac vert. Et d'autre part, Katherine devient une hors-la-loi qui commet des braquages à travers le Texas, et compte l'arrière-grand-père de Stanley parmi ses victimes. Lorsqu'elle retourne finalement au Lac vert, Charles Walker et son épouse, Linda I,  essayent de lui extorquer l'emplacement de la cachette où elle a laissé son butin - en vain. Alors qu'elle leur jette qu'eux-mêmes et leurs descendants pourront tout aussi bien passer le reste de leur vie à creuser dans le désert à la recherche de son trésor, elle est mordue par un lézard venimeux et meurt.
Dans le récit principal, l'histoire de Stanley Yelnats IV, les résidents du camp sont autorisés à prendre une journée de congé s'ils trouvent quoi que ce soit d'intéressant en creusant, si bien que Stanley suspecte que le directeur cherche quelque chose. Un beau jour, il déterre un tube de rouge-à-lèvres ayant appartenu à Katherine Barlow. Stanley le donne à X-Ray, le chef de la bande, qui prétend le trouver le jour suivant. Cependant, il se rapproche de Zéro, un jeune garçon à qui il apprend à lire, et qui en retour l'aide à creuser ses trous, provoquant un scandale parmi les détenus et le personnel du camp. Zéro, dont le véritable nom est Hector Zeroni, s'enfuit dans le désert.
Quelques jours plus tard, Stanley s'enfuit à son tour pour partir à la recherche de son ami, qui s'est réfugié dans une ancienne planque de Katherine Barlow. Au loin, il distingue une montagne ressemblant à un pouce levé, et se rappelle que selon la légende, son grand-père aurait trouvé refuge dans un tel lieu après s'être fait voler par Katherine Barlow. Au sommet de la montagne, Hector Zeroni alias Zéro révèle que c'est lui qui avait volé les chaussures de sport, tandis que Stanley lui chante la berceuse familiale - rompant le mauvais sort.
De retour au camp, ils recommencent à creuser des trous, et trouvent une valise couverte de lézards venimeux. Échappant à la surveillance du personnel du camp, ils découvrent que le directeur est l'arrière-petite-fille de Truite Walker, et utilise les délinquants envoyés dans son camp pour retrouver le trésor de Katherine Barlow. Apparaît alors l'avocat de Stanley, qui lui annonce qu'il est libre, et emmène également Zéro avec lui. Tandis qu'ils s'éloignent avec la valise, la sécheresse à Lac vert prend fin.
En réalité, cette valise contient des documents d'une valeur de deux millions de dollars, que Stanley et Hector se partagent. Stanley achète une maison à sa famille, tandis que Hector engage des détectives privés pour retrouver sa mère disparue. C'est la fin de la malédiction pour la famille Yelnats, et le Camp du Lac vert devient un camp pour jeunes filles scouts.

## Récompenses
- 1999 : médaille Newbery[1] et National Book Award for Young People's Literature
- 2001 : Young Reader's Choice Award ; Prix Sorcières, catégorie Roman adolescents.
- 2002 : Prix Ado-Lisant

## Adaptations

### Adaptation cinématographique
Le roman a été adapté en film en 2003 par Walt Disney Pictures, sous le titre La Morsure du lézard, avec comme acteurs principaux Shia LaBeouf et Khleo Thomas. Le film reçut un bon accueil de la part des critiques, mais ne fut pas un grand succès commercial, rapportant 71 millions de dollars.

### Adaptation à la scène
Le roman a été adapté à la scène en 2018 : La mécanique du Hasard, de Catherine Verlaguet d'après le roman de Louis Sachar, mise en scène d'Olivier letellier.

## Suites
En 2003, au moment où Walt Disney Pictures adapte le roman à l'écran, Louis Sachar publie le Guide de Survie de Stanley Yelnat's au Camp du Lac vert, où le personnage principal de Passage, Stanley, donne ses conseils pour survivre dans des terres arides peuplées d'animaux hostiles.
En 2006, Louis Sachar publie une suite à Passage intitulée Pas à pas (titre original : Small Steps), qui suit deux des personnages secondaires du Passage, Aisselle et X-Ray, après la fin de ce dernier.